# National Basketball Association 1979-1980
La stagione della National Basketball Association 1979-1980 fu la 34ª edizione del campionato NBA. La stagione si concluse con la vittoria dei Los Angeles Lakers, che sconfissero i Philadelphia 76ers per 4-2 nelle finali NBA.
Questa fu la stagione in cui la NBA introdusse ufficialmente il tiro da 3 punti, precedentemente utilizzato solo nella ABA. Il primo tiro da 3 punti fu segnato da Chris Ford, militante nei Boston Celtics. Tale tiro fu scoccato nella partita contro gli Houston Rockets, il 12 Ottobre 1979.

## Squadre partecipanti
- Atlanta Hawks
- Boston Celtics
- Chicago Bulls
- Cleveland Cavaliers
- Denver Nuggets
- Detroit Pistons
- G.S. Warriors
- Houston Rockets
- K.C. Kings
- Indiana Pacers
- L.A. Lakers

- Milwaukee Bucks
- N.J. Nets
- N.Y. Knicks
- Phoenix Suns
- Philadelphia 76ers
- Portland T. Blazers
- San Antonio Spurs
- San Diego Clippers
- Seattle S.Sonics
- Utah Jazz
- Washington Bullets

## Classifica finale

### Eastern Conference
| Squadra            | V  | P  | %    | GB |
| ------------------ | -- | -- | ---- | -- |
| Boston Celtics     | 61 | 21 | 74,4 | -  |
| Philadelphia 76ers | 59 | 23 | 72,0 | 2  |
| New York Knicks    | 39 | 43 | 47,6 | 22 |
| Washington Bullets | 39 | 43 | 47,6 | 22 |
| New Jersey Nets    | 34 | 48 | 41,5 | 27 |

| Squadra             | V  | P  | %    | GB |
| ------------------- | -- | -- | ---- | -- |
| Atlanta Hawks       | 50 | 32 | 61,0 | -  |
| Houston Rockets     | 41 | 41 | 50,0 | 9  |
| San Antonio Spurs   | 41 | 41 | 50,0 | 9  |
| Indiana Pacers      | 37 | 45 | 45,1 | 13 |
| Cleveland Cavaliers | 37 | 45 | 45,1 | 13 |
| Detroit Pistons     | 16 | 66 | 19,5 | 34 |

### Western Conference
| Squadra           | V  | P  | %    | GB |
| ----------------- | -- | -- | ---- | -- |
| Milwaukee Bucks   | 49 | 33 | 59,8 | -  |
| Kansas City Kings | 47 | 35 | 57,3 | 2  |
| Chicago Bulls     | 30 | 52 | 36,6 | 19 |
| Denver Nuggets    | 30 | 52 | 36,6 | 19 |
| Utah Jazz         | 24 | 58 | 29,3 | 25 |

| Squadra                | V  | P  | %    | GB |
| ---------------------- | -- | -- | ---- | -- |
| Los Angeles Lakers C   | 60 | 22 | 73,2 | -  |
| Seattle SuperSonics    | 56 | 26 | 68,3 | 4  |
| Phoenix Suns           | 55 | 27 | 67,1 | 5  |
| Portland Trail Blazers | 38 | 44 | 46,3 | 22 |
| San Diego Clippers     | 35 | 47 | 42,7 | 25 |
| Golden State Warriors  | 24 | 58 | 29,3 | 36 |

## Vincitore
| Campione NBA 1979-1980         |
| ------------------------------ |
| Los Angeles Lakers (7º titolo) |

## Statistiche
| Categoria             | Giocatore              | Squadra             | Stat |
| --------------------- | ---------------------- | ------------------- | ---- |
| Punti per gara        | George Gervin          | San Antonio Spurs   | 33,1 |
| Rimbalzi per gara     | Swen Nater             | San Diego Clippers  | 15,0 |
| Assist per gara       | Micheal Ray Richardson | New York Knicks     | 10,1 |
| Palle rubate per gara | Micheal Ray Richardson | New York Knicks     | 3,2  |
| Stoppate per gara     | Kareem Abdul-Jabbar    | Los Angeles Lakers  | 3,4  |
| FG%                   | Cedric Maxwell         | Boston Celtics      | 60,9 |
| FT%                   | Rick Barry             | Houston Rockets     | 93,5 |
| 3FG%                  | Fred Brown             | Seattle SuperSonics | 44,3 |

## Premi NBA
- NBA Most Valuable Player Award: Kareem Abdul-Jabbar, Los Angeles Lakers
- NBA Rookie of the Year Award: Larry Bird, Boston Celtics
- NBA Coach of the Year Award: Bill Fitch, Boston Celtics
- NBA Executive of the Year Award: Red Auerbach, Boston Celtics
- All-NBA First Team:
  - Julius Erving, Philadelphia 76ers
  - Larry Bird, Boston Celtics
  - Kareem Abdul-Jabbar, Los Angeles Lakers
  - George Gervin, San Antonio Spurs
  - Paul Westphal, Phoenix Suns
- All-NBA Second Team:
  - Dan Roundfield, Atlanta Hawks
  - Marques Johnson, Milwaukee Bucks
  - Moses Malone, Houston Rockets
  - Dennis Johnson, Seattle SuperSonics
  - Gus Williams, Seattle SuperSonics
- All-Defensive First Team:
  - Bobby Jones, Philadelphia 76ers
  - Dan Roundfield, Atlanta Hawks
  - Kareem Abdul-Jabbar, Los Angeles Lakers
  - Dennis Johnson, Seattle SuperSonics
  - Don Buse, Phoenix Suns (pari)
  - Micheal Ray Richardson, New York Knicks (pari)
- All-Defensive Second Team:
  - Scott Wedman, Kansas City Kings
  - Kermit Washington, Portland Trail Blazers
  - Dave Cowens, Boston Celtics
  - Quinn Buckner, Milwaukee Bucks
  - Eddie Johnson, Atlanta Hawks
- All-Rookie Team:
  - Larry Bird, Boston Celtics
  - Magic Johnson, Los Angeles Lakers
  - Bill Cartwright, New York Knicks
  - David Greenwood, Chicago Bulls
  - Calvin Natt, New Jersey / Portland